# Аманда Ригети
Аманда Ригети (енгл. Amanda Righetti; IPA: ; рођена 4. априла 1983) америчка је филмска глумица. Најпознатија је по улози Грејс Ван Пелт у ТВ-серијалу Менталиста, те по улогама у серијалима Округ Оринџ и Петак 13.

## Биографија
Рођена је у граду Сент Џорџ у Јути, као најмлађа од осморо браће и сестара. Одрасла је у Лас Вегасу (Невада). Удата је за филмског редитеља и сценаристу Џордана Алана, са којим има сина Нокса Адисона.

## Каријера
Са 14 година почела се бавити позирањем и манекенством, а постала је популарна 1993. тумачећи лик Хејли Никол у тинејџерској драмској серији Округ Оринџ. Нешто касније је добила једну од главних улога у сапуници North Shore, а крајем 1995. и у драмској серији Reunion. Након још неколико улога у ТВ-серијалима, у пролеће 2009. компанија Си-Би-Ес ангажовала је Аманду Ригети за улогу Грејс Ван Пелт у крими-серијалу Менталиста. Серију је напустила, заједно са колегом Овеном Јоуманом, по завршетку шесте сезоне.